# 斯特雷尼亚
斯特雷尼亚（義大利語：Stregna），是意大利乌迪内省的一个市镇。总面积19.7平方公里，人口426人，人口密度21.6人/平方公里（2009年）。ISTAT代码为030111。